# Kirsten Flagstad
Kirsten Malfrid Flagstad (12. juli 1895 – 7. december 1962) var en norsk operasanger og regnet som 1900-tallets største wagnersopran.  Hun sang mange forestillinger sammen med Lauritz Melchior på Metropolitan Opera i New York. I 1928 sang hun partiet som Michal i Carl Nielsens opera Saul og David. 

## Verdens største wagnersangerinde
Hendes debut på Metropolitan Opera fandt sted 2. februar 1935. I løbet af en weekend gik hun fra at være en ukendt, norsk sangerinde til at være en gryende verdensstjerne. Billetterne blev revet væk efter en live radiooverføring fra Metropolitan; folk ville se kvinden, der sang så vidunderligt. Flagstad frelste Metropolitan fra konkurs ved at synge alle Wagners kvindelige hovedroller i foråret 1935. 
I 1936 var både USA og Europa grebet af Flagstad-feber. Hun optrådte i Covent Garden i London, i Wiens opera og i Prag. Sommerferien blev dog tilbragt i Strømstad sammen med manden Henry Johansen og datteren Else Marie,  efterfulgt af pladeindspilninger i USA for RCA Victor og HMV.  Hun sang Isolde 182 ganger, Brünnhilde 155, Sieglinde 14, Elsa 40, Elisabeth 35, Leonore 37 og Kundry 39 gange. Dertil gav hun mere end 600 solokoncerter over hele verden – ved en udendørskoncert i Chicago trak hun 250.000 tilhørere – gjorde utallige plateindspilninger, fikk en amaryllis opkaldt efter sig og blev kaldt "verdens største wagnersangerinde". Kirsten Flagstad var Den Norske Operas første direktør og håbede at lede Operaen i fem år fra 1958; i stedet måtte hun trække sig tilbage allerede i 1960, alvorligt syg, og døde to år senere  af benkræft. 

## Krigen
Kirsten Flagstads mand, Henry Johansen, var medlem af NS fra 1933 til 1941. I Kristiansand var han direktør for Lumber. Hans firma havde omfattende handel med Tyskland før og under krigen, og han blev derfor dømt efter landssvigsanordningens § 25 efter krigen. Først i 2003 kom det for en dag, at advokat Sundfør blev opnævt som både tilsynsmand for og anklager mod Johansen, og dertil som tilsynsmand for Kirsten Flagstads formue efter hendes mands arrestation. Advokat Sundfør var klart inhabil, fordi han flere år tidligere havde anmeldt Johansen for bedrageri, og tabt sagen. Sundfør var blevet indklaget for både Justitsministeriet og Sagførerforeningen for at have brudt god advokatskik; han fik flere påtaler. Sundfør svarede med en udmeldelse af Sagførerforeningen; men i 1945 blev han altså - helt i strid med juridisk praksis - sammen med revisorerne fra den gamle sag, opnævnt både som tilsynsmand for Flagstads formue og anklager i hennes mands sag. Selv om Flagstads formue ikke havde noget med hendes mands forretninger med Tyskland at gøre, rejste advokat Sundfør et erstatningskrav mod Henry Johansen på 750 millioner kr, som Kirsten Flagstad - helt lovstridigt - skulle svare for, da hendes mand slet ikke havde midler i den størrelsesorden. Hendes formue blev lovstridigt sat under forvaring og hun selv dermed umyndiggjort.  Man ser i kronologien af hendes sygehusophold, at hun fik et enormt udbrud av psoriasis lige efter, og måtte akutindlægges på Rigshospitalet. Psoriasis udløses ofte ved stærke sindsbevægelser. 
Også hendes pas blev inddraget, så hun ikke en gang kunne forlade Norge. Hun genså aldrig sin mand, der døde af kræft, inden hans sag kom op for retten. I 1947 rejste Kirsten Flagstad tilbage til USA for at genoptage sin karriere; men hendes rygte var ødelagt.Ved ankomsten til USA blev hun udsat for en pressekonference, der mindede om et tredjegradsforhør. Norges ambassade i Washington D.C. og det norske informationskontor i New York tilføjede hende al den skade, de kunne, selv om hun fremlagde sin medbragte attest for national holdning, undertegnet af Norges højesteretsjustitiarius. Ved koncerter mødte demonstranter frem med store plakater: "Vi ønsker ikke quislinge velkommen!", og hun fik sin bagage tilgriset med hagekors.  Heldigvis fik hun i marts 1947 besøgt sin datter Else Marie Hall Dusenberry og barnebarnet Sigurd, der var bosat i Bozeman, Montana. 
Det norske kongehus undså sig heller ikke for at genere hende. I maj 1953, da festspillene i Bergen første gang blev arrangeret, var kong Haakons tilstedeværelse stærkt ønsket. Han ville også selv gerne komme; men afslog, da han hørte, at Kirsten Flagstad var inviteret som solist. Hans begrundelse var, at Flagstad vendte hjem til sin familie i Norge i 1941, under den tyske besættelse. Kongen sagde sig først villig til at komme, efter at der blev sørget for, at Flagstad først ankom Bergen efter kongens afrejse. Ovenikøbet var det den eneste gang, Kirsten Flagstad medvirkede ved festspillene i Bergen. 

## Eftermæle
Flagstad har senere været motiv på norske frimærker og pengesedler, fik sin stjerne på Hollywood Walk of Fame  og modtog St. Olavs Orden. 
Jessye Norman beskrev Flagstads stemme "som flydende guld over sort fløjl". Hun var Metropolitans store stjerne. I dagens Metropolitan hænger der et billede av hver af de verdensberømtheder, der er en del af husets prestigefyldte historie. Af Kirsten Flagstad, som den eneste, hænger der to store portrætter. 

## Museum
I 1985 blev Kirsten Flagstad Museum etableret på Strandstuen i Hamar, hvor hun blev født.  Samlingerne består af omkring 900 lydoptagelser, mere end 1.000 fotos og 300 enkeltgenstande, samt sceneantræk, dagbøger, udklipsbøger, breve, kontrakter, programmer m.m.  I tråd med hendes eget ønske er hendes sidste hvilested kun kendt af den nærmeste familie. 